# Bijajanim
Bijajanim († más tarde de 1419), fue la princesa reinante de una pequeña politeia situada en la península de Tamán en el sur de la actual Rusia. 
Pudo haber sido de origen circasiano, georgiano o cumano. El historiador ruso Filip Brun sugiere que el nombre de la princesa no fuera Bijajanim sino Bijajatun, lo que le haría hija del príncipe georgiano Beka II Dzhakeli (fallecido en 1391) que gobernaba en Mesjetia y Klaryetia.
No obstante, Beki significa "mujer que gobierna" en mongol y janim era el título medieval de una mujer descendiente por línea paterna de Gengis Kan (equivalente a kan para los hombres). 1419 fue el año en que los hijos de Toqtamish, kan de la Horda de Oro, mataron a su rival Edigu de la Horda de Nogái como continuación de la guerra entre Toqtamysh y Timur y restableciendo el control sobre la región. Ese mismo año Bijajanim contrajo matrimonio con el judío genovés Simeone de Ghisolfi, que a través del matrimonio se convirtió en gobernante del país como vasallo de Génova. Uno de sus herederos Zacarías de Ghisolfi, aún reinaba en 1482.